# Новак Джокович
Нòвак Джòкович (на сръбски: Новак Ђоковић или Novak Đoković) е сръбски професионален тенисист. В момента той е класиран като световен номер 5 на сингъл от Асоциацията на професионалните тенисисти (ATP). Джокович е бил класиран като номер 1 в света за рекордните общо 428 седмици за рекордните 13 различни години и е завършвал като номер 1 в края на годината рекордните осем пъти. Той е спечелил рекордните за всички времена 24 титли от Големия шлем за мъже на сингъл, включително рекордните десет титли от Australian Open. Като цяло той е спечелил 100 титли на сингъл, включително рекордните 72 Големи титли, което включва рекордните му 24 титли от Големия шлем, рекордните 40 титли на Masters, общо рекордните седем шампионата в края на годината и олимпийски златен медал. Джокович е единственият човек в историята на тениса, който е действащ шампион и на четирите големи турнира едновременно на три различни настилки. На сингъл той е единственият човек, постигнал троен Голям шлем в кариерата си и единственият играч, завършил Златен Мастърс в кариерата си, постижение, което е постигнал два пъти.
Джокович започва професионалната си кариера през 2003 г. На 20-годишна възраст той прекъсва поредицата на Роджър Федерер и Рафаел Надал от 11 последователни мейджъра, за да спечели първата си голяма титла на Australian Open през 2008 г. До 2010 г. Джокович се отделя от останалата част от играчите и в резултат на това триото Федерер, Надал и той е наричано „Голямата тройка“ сред феновете и коментаторите. През 2011 г. Джокович се изкачва до номер 1 за първи път, спечелвайки три мейджъра и рекордните за онова време пет Мастърс титли, постигайки 10–1 срещу Надал и Федерер по пътя. Той остава най-успешният играч в мъжкия тенис до края на десетилетието. През 2015 г. Джокович прави най-успешния си сезон, достигайки 15 последователни финала, спечелвайки рекордните за сезона 10 големи титли и побеждавайки рекордните 31 играчи от топ 10 по пътя си. Неговата доминираща серия продължава до Откритото първенство на Франция през 2016 г., където завършва некалендарна година от Големия шлем и първия си турнир от Големия шлем в кариерата, като става първият човек след Род Лейвър през 1969 г., който държи и четирите големи турнира едновременно и поставя рекорд по точки в ранглистата от 16 950. През 2017 г. Джокович страда от контузия в лакътя, която отслабва резултатите му до Шампионата Уимбълдън през 2018 г., където той печели титлата, докато е номер 22 в света. Оттогава Джокович продължава да бъде доминираща сила в турнира, като печели 11 големи титли и завършва втория и третия си турнир от Големия шлем в кариерата. Поради противопоставянето си на ваксинирането срещу COVID-19, Джокович е принуден да пропусне много турнири през 2022 г., по-специално Australian Open и US Open; в тези големи събития той е фаворит за спечелване. Една година след спора си за австралийската виза, Джокович се завръща успешно в Мелбърн, като си връща трофея от Откритото първенство на Австралия през 2023 г. за да спечели рекордните 22 големи титли; след това той печели Откритото първенство на Франция, за да стане притежател на категоричния рекорд за най-много спечелени големи турнири в мъжкия тенис.
Представлявайки Сърбия, Джокович извежда националния отбор по тенис до първата му титла за Купа Дейвис през 2010 г. и до встъпителната титла в ATP Cup през 2020 г. Той също така печели бронзовия медал за страната си на Олимпийските игри в Пекин през 2008 г. Джокович е носител на ордена „Свети Сава“, ордена „Звездата на Караджордже“ и ордена на Република Сръбска. Другите му награди включват петкратно обявяване за Световен спортист на годината на Laureus (2012, 2015, 2016, 2019 и 2024) и за задгранична спортна личност на годината на BBC за 2011 г.
Освен конкуренцията, Джокович е избран за президент на Съвета на играчите на ATP през 2016 г. Той се оттегля през 2020 г., за да оглави нова тенис асоциация само за играчи; Асоциацията на професионалните тенис играчи (PTPA), основана от него и Васек Поспишил, позовавайки се на необходимостта играчите да имат повече влияние върху тура и застъпвайки се за по-добра структура на паричните награди за играчи с по-нисък ранг. Джокович е активен филантроп. Той е основател на фондация Новак Джокович, която се ангажира да подкрепя деца от общности в неравностойно положение. Джокович е назначен за посланик на добра воля на УНИЦЕФ през 2015 г.

## Кариера

### Детство
Джокович е роден на 22 май 1987 г. в Белград. Баща му Сърджан Джокович е сърбин от косовски и черногорски произход, а майка му Дияна Жагар е хърватка. Произхожда от спортно семейство – баща му, чичо му и леля му са професионални скиори. Баща му, който освен скиор е и добър футболист, искал Новак да се занимава със ски или с футбол, но въпреки това синът му започнал да тренира тенис на четири години. На дванадесет Джокович отива в Мюнхен, където в продължение на две години тренира в академията на Ники Пилич.
Дебютът на Джокович на официален турнир на ITF е през 2000 г., когато той е само на 13 години. В квалификациите на турнира в Панчево, Сърбия губи от Йордан Кънев с 1:6, 2:6.

### Първи победи
През 2003 г. Джокович печели първия си Фючърс турнир.
През 2004 г. печели по два Фючърса и Чалънджъра. Освен това стига до полуфинал на сингъл и на двойки на ОП на Австралия за юноши. Дебютира за Купа Дейвис.

### Постижения 2005 – 2006 г.
Година по-късно Джокович печели Чалънджъра в Сан Ремо и стига до трети кръг на Уимбълдън и Откритото първенство на САЩ.
През 2006 г. Джокович печели първите си турнири от висока категория – в Амерсфоорт и Мец. В Умаг играе на финала срещу Станислас Вавринка, но се отказва в тайбрека на първия сет заради проблеми с дишането. Записва участия на още 1 полуфинал (Загреб) и три четвъртфинала (Ролан Гарос, където се отказва при 0:2 сета срещу Рафаел Надал, а по пътя си дотам отстранява играчи като Фернандо Гонсалес и Томи Хаас; Ротердам и на Мастърса в Мадрид).

### Постижения през 2007 г.
2007 г. се очертава като най-успешната в досегашната кариера на Джокович. В началото на годината печели турнира в Аделаида. След осминафинал на Откритото първенство на Австралия (загуба от Роджър Федерер) и финал на Мастърса в Индиън Уелс (губи от Надал), той става първият сърбин, влязъл в топ 10 на световната ранглиста. Следват титли от Мастърса в Маями и Ещорил, полуфинал на Ролан Гарос (загуба от Надал), четвъртфинал на Мастърсите в Рим и Хамбург и осминафинал на Монте Карло Мастърс. Тези успехи изкачват Джокович на четвърто място в световната ранглиста. На Уимбълдън отстранява играчи като Николас Кифер, Лейтън Хюит и Маркос Багдатис, за да стигне до полуфинала, където среща Рафаел Надал. Болки в гърба и кървяща пришка на пръст на крака принуждават Джокович да се откаже в третия сет при резултат 6:3, 1:6, 1:4. Въпреки това ден след края на турнира, на 9 юли, сърбинът излиза на трето място в ранглистата, изпреварвайки Анди Родик. Джокович обявява, че ще си вземе по-дълга почивка, за да излекува травмата на гърба си и да си отпочине от натоварената му напоследък програма. Сърбинът триумфира на Канада Мастърс, след като на четвъртфинала, полуфинала и финала побеждава съответно номер четири, две и едно в света – Анди Родик, Рафаел Надал и Роджър Федерер. На Откритото първенство на САЩ стига до финал, където губи от Федерер, пропилявайки пет сетбола в първия и два сетбола във втория сет.

### Постижения през 2008 г.
През 2008 г. Джокович и Йелена Янкович губят на финала на Хопман Къп с 1:2 победи срещу Марди Фиш и Серина Уилямс. Малко повече от три седмици по-късно идва най-големият триумф в кариерата му – Джокович печели Откритото първенство на Австралия. На финала надделява над Жо-Вилфрид Цонга в четирисетов мач, а по пътя си дотам отстранява играчи от ранга на Федерер, Хюит и Давид Ферер. Така той прекъсва серията на Федерер от 10 поредни финала на турнири от Големия шлем. На олимпиадата в Пекин 2008 г., Джокович печели бронзов медал.

### Постижения 2011 – 2013 г.
На 3 юли 2011 побеждава Рафаел Надал с 6 – 4, 6 – 1, 1 – 6 и 6 – 3 на финала на Уимбълдън.
През 2013 г. Джокович стартира със спечелването на Откритото първенство на Австралия, побеждавайки на финала Анди Мъри с 6 – 7(2 – 7), 7 – 6(7 – 3), 6 – 3, 6 – 2. След това на турнира в Дубай, Джокович печели със 7 – 5, 6 – 3 на финала срещу Томаш Бердих. В първия за годината Мастърс турнир в Индиън Уелс, Джокович отстъпва на полуфинал на 7-ия в ранглистата Хуан Мартин дел Потро в три сета: 6 – 4, 4 – 6, 4 – 6. На следващия Мастърс в Маями изненадващо отстъпва от 18-ия Томи Хаас още в четвъртия кръг: 2 – 6, 4 – 6. Следват страхотна игра на Мастърса в Монте Карло и победа на финала над Рафаел Надал с 6 – 2, 7 – 6(1) като по този начин спира серия от 8 поредни титли на испанеца. На следващия Мастърс в Мадрид обаче Джокович е спрян още във втори кръг от Григор Димитров 6 – 7(6), 7 – 6(8), 3 – 6. В Рим е надигран от Томаш Бердих на четвърфиналите с 6 – 2, 5 – 7, 4 – 6. На Ролан Гарос с невероятна игра и само един загубен сет достига до полуфинала, където обаче среща 7-кратният шампион Надал. Този път испанецът е победител в петсетова драма 4 – 6, 6 – 3, 1 – 6, 7 – 6(3), 7 – 9. На Уимбълдън Джокович среща Анди Мъри за трети път в последните четири финала от Големия шлем. Мъри надиграва световния номер едно в три сета 4 – 6, 5 – 7, 4 – 6. Следващият турнир на Джокович е Мастърсът в Монреал, на който е победен на полуфинала от Надал с 4 – 6, 6 – 3, 6 – 7(2). На турнира от сериите Мастърс в Синсинати Джокович отпада на четвъртфинала от квалификанта Джон Иснър с 6 – 7(5), 6 – 3, 5 – 7. Достига финала на Откритото първенство на САЩ, който губи от Надал с 2 – 6, 6 – 3, 4 – 6, 1 – 6.
В края на 2013 година Новак Джокович печели последния за годината турнир „Мастърс“ в Лондон. Световният номер 2 в мъжкия тенис се наложи в два сета над водача в ранглистата Рафаел Надал – 6:3, 6:4.

### Постижения 2014 – 2015 г.
През 2014 достига до четвъртфинал на Откритото първенство на Австралия, където губи от бъдещия шампион Станислас Вавринка в пет сета. Губи от Федерер в Дубай, но след това печели последователно Мастърс турнирите в Индиън Уелс и Маями. Контузия в китката не му позволява да се представи на ниво в Монте Карло, където е отстранен отново от Федерер. Печели Мастърса в Рим, където на финала побеждава Надал в три сета. На Ролан Гарос достига финала, но там е победен в четири сета от 8-кратния шампион Надал. Джокович печели Уимбълдън, като на финала побеждава Федерер след драма в пет сета. С тази победа той си връща първото място в световната ранглиста. На турнира Роджърс Къп в Канада е победен от евентуалния шампион в турнира Жо-Вилфрид Цонга. След това губи от Томи Робредо в Синсинати. Достига полуфинал на Откритото първенство на САЩ, където не успява да се справи с Кей Нишикори. След това успява да спечели петата си титла в Пекин, където побеждава Анди Мъри и Томаш Бердих съответно на полуфинала и финала. На Мастърса в Шанхай губи от Федерер, но след това печели този в Париж, без да загуби сет. На финалите в Лондон губи само 9 гейма в 3 мача, а Федерер се отказва преди финала, поради травма, което носи на Джокович четвърта титла на последния турнир за годината и му гарантира първото място в световната ранглиста.
2015 започва със загуба на 1/4 финал в Доха от Иво Карлович. Джокович стартира Откритото първенство на Австралия без загубен сет в първите 5 мача и стига до полуфинален двубой с Вавринка, който защитава трофея си. След петсетова битка Джокович надделява със 7 – 6(1), 3 – 6, 6 – 4, 4 – 6, 6 – 0. На финала среща Анди Мъри. В първите два сета си разменят по един спечелен тайбрек, но след лек спад в началото на третия сет, Джокович намира играта си и печели 12 от последните 13 гейма, за да запише рекордна за Откритата ера 5-а шампионска титла в Австралия – 7 – 6(5), 6 – 7(4), 6 – 3, 6 – 0. Следва загуба на финала в Дубай от Роджър Федерер и победа отново срещу него на финала на Мастърса в Индиън Уелс. Джокович става първият играч, който успява да спечели три пъти Мастърс турнирите в Индиън Уелс и Маями, след като в последния побеждава Анди Мъри. Веднага след това Джокович поставя нов рекорд – той е първият, който триумфира с първите три Мастърса за годината, след като печели и първия такъв на клей през сезона – този в Монте Карло. На финала се справя с Томаш Бердих от Чехия.

### Постижения през 2020 г.
Джокович официално започва сезона на новосформираното състезание за национални отбори ATP Cup. На финала срещу Испания Новак Джокович побеждава в единична игра Рафаел Надал, след това игра на двойки с Виктор Троицки и с крайна победа с резултат 2:1 със съотборниците си спечелват купата на ATP.
В първия кръг на Откритото първенство на Австралия Джокович победи Щруф от Германия и по този начин стигна до юбилейната 900 победа в кариерата.
Към средата на септември 2020 г. Джокович има 31 победи в 32 мача през годината. Единственото му отстъпление на участие за годината е заради дисквалификация на Откритото първенство на САЩ, когато при неволен емоционален удар с топка удря съдия на линията след завършено разиграване. Той спечелва за пети път в кариерата си турнира в Рим от веригата Мастърс. Така с общо 36 победи в турнири от категорията ATP Мастърс 1000 Джокович надминава Рафаел Надал.

### Постижения през 2023 г.
Новак Джокович наема в своя екип нов физиотерапевт, Клаудио Чималя, вместо Улисес Бадия. Той започва сезона на турнира в Аделаида от серията ATP 250, където спечелва титлата, побеждавайки на финала Себастиан Корда в три сета.
Джокович спечелва рекордна десета титла на ОП на Австралия, побеждавайки на финала Стефанос Циципас от Гърция в три сета. Той загубва само един сет в целия турнир. След спечелването на турнира Джокович се връща на първото място в класацията на ATP. Той се изравнява с Рафаел Надал по брой спечелени титли от Големия шлем, сега споделя първото място с 22 спечелени титли от Големия шлем, също така спечелва 93-ата си титла в кариерата и дели третото място с Надал.
На 27 февруари 2023 г. Джокович започва 378-а седмица непрекъснато на първо място в световната класация на АТР, с което подобрява рекорда на Щефи Граф от 377 седмици, най-много от всеки тенисист, независимо дали е мъж или жена. Остава на първо място до 19 март, с което поставя новия рекорд от 380 седмици.

### Класиране в ранглистата в края на годината
| Година | 2003 | 2004 | 2005 | 2006 | 2007 | 2008 | 2009 | 2010 | 2011 | 2012 | 2013 | 2014 | 2015 | 2016 | 2017 | 2018 | 2019 | 2020 | 2021 |
| Сингъл | 679  | 186  | 78   | 16   | 3    | 3    | 3    | 3    | 1    | 1    | 2    | 1    | 1    | 2    | 12   | 1    | 1    | 1    | 1    |
| Двойки | 1698 | 381  | 688  | 300  | 143  | 579  | 114  | 163  | 240  |      | 572  | 573  | 125  |      | 234  | 268  | 139  |      |      |

## Титли и участия на финал

### Резултати в турнирите от Големия шлем
| Легенда                    |
| -------------------------- |
| П (победител)              |
| Ф (финалист)               |
| ПФ (полуфинал)             |
| ЧФ (четвъртфинал)          |
| K (кръг в основната схема) |
| KК (кръг в квалификациите) |
| Н (не участва в турнира)   |
| П – З (Победи – Загуби)    |
| Т / У (Титли / Участия)    |

### Единично
До Откритото първенство на Австралия (-Включително-)
| Турнир от Голям шлем | 2005  | 2006  | 2007   | 2008   | 2009   | 2010   | 2011   | 2012   | 2013   | 2014   | 2015   | 2016   | 2017  | 2018   | 2019   | 2020   | 2021   | 2022   | 2023   | Т / У   | П – З   | Поб % |
| -------------------- | ----- | ----- | ------ | ------ | ------ | ------ | ------ | ------ | ------ | ------ | ------ | ------ | ----- | ------ | ------ | ------ | ------ | ------ | ------ | ------- | ------- | ----- |
| ОП Австралия         | 1 К   | 1 К   | 4 К    | П      | ЧФ     | ЧФ     | П      | П      | П      | ЧФ     | П      | П      | 2 К   | 4 К    | П      | П      | П      |        | П      | 10/ 18  | 89 – 8  | 92%   |
| Ролан Гарос          | 2 К   | ЧФ    | ПФ     | ПФ     | 3 К    | ЧФ     | ПФ     | Ф      | ПФ     | Ф      | Ф      | П      | ЧФ    | ЧФ     | ПФ     | Ф      | П      | ЧФ     | П      | 3 / 19  | 93 – 16 | 85%   |
| Уимбълдън            | 3 К   | 4 К   | ПФ     | 2 К    | ЧФ     | ПФ     | П      | ПФ     | Ф      | П      | П      | 3 К    | ЧФ    | П      | П      |        | П      | П      | Ф      | 7 / 18  | 92 – 11 | 89%   |
| ОП САЩ               | 3 К   | 3 К   | Ф      | ПФ     | ПФ     | Ф      | П      | Ф      | Ф      | ПФ     | П      | ПФ     |       | П      | 4 К    | 4 К    | Ф      |        | П      | 4 / 17  | 88 – 13 | 87%   |
| Победи-Загуби        | 5 – 4 | 9 – 4 | 19 – 4 | 18 – 3 | 15 – 4 | 19 – 4 | 26 – 1 | 24 – 3 | 24 – 3 | 22 – 3 | 27 - 1 | 21 - 2 | 9 - 3 | 21 - 2 | 22 - 2 | 16 - 2 | 27 - 1 | 11 - 1 | 27 – 1 | 24 / 72 | 361–48  | 88%   |

#### Олимпийски игри (1  медал)
| година | медал  | турнир     | Настилка | съперник       | резултат           |
| ------ | ------ | ---------- | -------- | -------------- | ------------------ |
| 2024   | златен | Париж 2024 | клей     | Карлос Алкарас | 7–6(7–3), 7–6(7–2) |

### Титли единично (54)
| Легенда            |
| Голям шлем (24)    |
| Мастърс Къп (4)    |
| Серии Мастърс (39) |
| АТП Тур (17)       |

| №   | Дата       | Турнир                                   | Противник             | Резултат                                |
| 1.  | 23.07.2006 | Амерсфоорт, Холандия                     | Николас Масу          | 7 – 6(5), 6 – 4                         |
| 2.  | 08.10.2006 | Мец, Франция                             | Юрген Мелцер          | 4 – 6, 6 – 3, 6 – 2                     |
| 3.  | 07.01.2007 | Аделаида, Австралия                      | Крис Гучоне           | 6 – 3, 6 – 7(6), 6 – 4                  |
| 4.  | 01.04.2007 | Маями, Флорида, САЩ                      | Гилермо Каняс         | 6 – 3, 6 – 2, 6 – 4                     |
| 5.  | 06.05.2007 | Ещорил, Португалия                       | Ришар Гаске           | 7 – 6(7), 0 – 6, 6 – 1                  |
| 6.  | 12.08.2007 | Монреал, Канада                          | Роджър Федерер        | 7 – 6(2), 2 – 6, 7 – 6(2)               |
| 7.  | 14.10.2007 | Виена, Австрия                           | Станислас Вавринка    | 6 – 4, 6 – 0                            |
| 8.  | 27.01.2008 | Открито първенство на Австралия, Мелбърн | Жо-Вилфрид Цонга      | 4 – 6, 6 – 4, 6 – 3, 7 – 6(2)           |
| 9.  | 13.03.2008 | Индиън Уелс, Калифорния, САЩ             | Марди Фиш             | 6 – 2, 5 – 7, 6 – 3                     |
| 10. | 11.05.2008 | Рим, Италия                              | Станислас Вавринка    | 4 – 6, 6 – 3, 6 – 3                     |
| 11. | 16.11.2008 | Тенис Мастърс Къп, Китай                 | Николай Давиденко     | 6 – 1, 7 – 5                            |
| 12. | 28.02.2009 | Дубай, ОАЕ                               | Давид Ферер           | 7 – 5, 6 – 3                            |
| 13. | 10.05.2009 | Белград, Сърбия                          | Лукас Кубот           | 6 – 3, 7 – 6(0)                         |
| 14. | 11.10.2009 | Чайна Оупън, Пекин, Китай                | Марин Чилич           | 6 – 2, 7 – 6(4)                         |
| 15. | 8.11.2009  | Базел, Швейцария                         | Роджър Федерер        | 6 – 4, 4 – 6, 6 – 2                     |
| 16. | 15.11.2009 | Париж, Франция                           | Гаел Монфис           | 6 – 2, 5 – 7, 7 – 6(3)                  |
| 17. | 27.02.2010 | Дубай, ОАЕ                               | Николай Давиденко     | 7 – 5, 5 – 7, 6 – 3                     |
| 18. | 10.10.2010 | Чайна Оупън, Пекин, Китай                | Давид Ферер           | 6 – 2, 6 – 4                            |
| 19. | 30.01.2011 | Открито първенство на Австралия, Мелбърн | Анди Мъри             | 6 – 4, 6 – 2, 6 – 3                     |
| 20. | 26.02.2011 | Дубай, ОАЕ                               | Роджър Федерер        | 6 – 3, 6 – 3                            |
| 21. | 10.03.2011 | Индиън Уелс, Калифорния, САЩ             | Рафаел Надал          | 4 – 6, 6 – 3, 6 – 2                     |
| 22. | 03.04.2011 | Маями, САЩ                               | Рафаел Надал          | 4 – 6, 6 – 3, 7 – 6(4)                  |
| 23. | 01.05.2011 | Белград, Сърбия                          | Фелисиано Лопес       | 7 – 6(4), 6 – 2                         |
| 24. | 08.05.2011 | Мадрид, Испания                          | Рафаел Надал          | 7 – 5, 6 – 4                            |
| 25. | 15.05.2011 | Рим, Италия                              | Рафаел Надал          | 6 – 4, 6 – 4                            |
| 26. | 03.07.2011 | Уимбълдън, Лондон, Англия                | Рафаел Надал          | 6 – 4, 6 – 1, 1 – 6, 6 – 3              |
| 27. | 14.08.2011 | Монреал, Канада                          | Марди Фиш             | 6 – 2, 3 – 6, 6 – 4                     |
| 28. | 12.09.2011 | Открито първенство на САЩ, Ню Йорк       | Рафаел Надал          | 6 – 2, 6 – 4, 6 – 7(3), 6 – 1           |
| 29. | 29.01.2012 | Открито първенство на Австралия, Мелбърн | Рафаел Надал          | 5 – 7, 6 – 4, 6 – 2, 6 – 7, 7 – 5       |
| 30. | 01.04.2012 | Маями, САЩ                               | Анди Мъри             | 6 – 1, 7 – 6(4)                         |
| 31. | 12.08.2012 | Торонто, Канада                          | Ришар Гаске           | 6 – 3, 6 – 2                            |
| 32. | 07.10.2012 | Пекин, Китай                             | Жо-Вилфрид Цонга      | 7 – 6(4), 6 – 2                         |
| 33. | 14.10.2012 | Шанхай, Китай                            | Анди Мъри             | 5 – 7, 7 – 6(11), 6 – 3                 |
| 34. | 12.11.2012 | Тенис Мастърс Къп, Лондон                | Роджър Федерер        | 7 – 6(6), 7 – 5                         |
| 35. | 27.01.2013 | Открито първенство на Австралия, Мелбърн | Анди Мъри             | 6 – 7(2), 7 – 6(3), 6 – 3, 6 – 2        |
| 36. | 02.03.2013 | Дубай, ОАЕ                               | Томаш Бердих          | 7 – 5, 6 – 3                            |
| 37. | 21.04.2013 | Монте Карло, Монако                      | Рафаел Надал          | 6 – 2, 7 – 6(1)                         |
| 38. | 06.10.2013 | Пекин, Китай                             | Рафаел Надал          | 6 – 3, 6 – 4                            |
| 39. | 13.10.2013 | Шанхай, Китай                            | Хуан Мартин дел Потро | 6 – 1, 3 – 6, 7 – 6(3)                  |
| 40. | 03.11.2013 | Париж, Франция                           | Давид Ферер           | 7 – 5, 7 – 5                            |
| 41. | 11.11.2013 | Тенис Мастърс Къп, Лондон                | Рафаел Надал          | 6 – 3, 6 – 4                            |
| 42. | 16.03.2014 | Индиън Уелс, Калифорния, САЩ             | Роджър Федерер        | 3 – 6, 6 – 3, 7 – 6(3)                  |
| 43. | 30.03.2014 | Маями, Флорида, САЩ                      | Рафаел Надал          | 6 – 3, 6 – 3                            |
| 44. | 11.05.2014 | Рим, Италия                              | Рафаел Надал          | 4:6, 6:3, 6:3                           |
| 45. | 06.07.2014 | Уимбълдън, Лондон, Англия                | Роджър Федерер        | 6 – 7(7), 6 – 4, 7 – 6(4), 5 – 7, 6 – 4 |
| 46. | 12.10.2014 | Пекин, Китай                             | Томаш Бердих          | 6 – 0 6 – 2                             |
| 47. | 26.10.2014 | Париж, Франция                           | Милош Раонич          | 6 – 2 6 – 3                             |
| 48. | 09.11.2014 | Тенис Мастърс Къп, Лондон                | Роджър Федерер        | Ret.                                    |
| 49. | 01.02.2015 | Открито първенство на Австралия, Мелбърн | Анди Мъри             | 7 – 6(5), 6 – 7(4), 6 – 3, 6 – 0        |
| 50. | 22.03.2015 | Индиън Уелс, Калифорния, САЩ             | Роджър Федерер        | 6 – 3, 6 – 7(5), 6 – 2                  |
| 51. | 05.04.2015 | Маями, САЩ                               | Анди Мъри             | 7 – 6(3), 4 – 6, 6 – 0                  |
| 52. | 19.04.2015 | Монте Карло, Монако                      | Томаш Бердих          | 7 – 5, 4 – 6, 6 – 3                     |
| 53. | 29.08.2020 | Ню Йорк, САЩ                             | Милош Раонич          | 1 – 6, 6 – 3, 6 – 4                     |
| 54. | 19.09.2020 | Рим, Италия                              | Диего Шварцман        | 7 – 5, 6 – 3                            |

### Загубени финали единично (22)
| №   | Дата       | Турнир                             | Противник          | Резултат                              |
| 1.  | 30.07.2006 | Умаг, Хърватия                     | Станислас Вавринка | 6 – 6 (отк.)                          |
| 2.  | 18.03.2007 | Индиън Уелс, Калифорния, САЩ       | Рафаел Надал       | 2 – 6, 5 – 7                          |
| 3.  | 09.09.2007 | Открито първенство на САЩ, Ню Йорк | Роджър Федерер     | 6 – 7(4), 6 – 7(2), 4 – 6             |
| 4.  | 15.06.2008 | Лондон, Англия                     | Рафаел Надал       | 6 – 7(6), 5 – 7                       |
| 5.  | 03.08.2008 | Синсинати, САЩ                     | Анди Мъри          | 6 – 7(4), 6 – 7(5)                    |
| 6.  | 28.09.2008 | Банкок, Тайланд                    | Жо-Вилфрид Цонга   | 6 – 7(4), 4 – 6                       |
| 7.  | 05.04.2009 | Маями, САЩ                         | Анди Мъри          | 2 – 6, 5 – 7                          |
| 8.  | 19.04.2009 | Монте Карло, Монако                | Рафаел Надал       | 3 – 6, 2 – 6, 1 – 6                   |
| 9.  | 03.05.2009 | Рим, Италия                        | Рафаел Надал       | 6 – 7(2), 2 – 6                       |
| 10. | 14.06.2009 | Хале, Германия                     | Томи Хаас          | 3 – 6, 7 – 6(4), 1 – 6                |
| 11. | 23.08.2009 | Синсинати, САЩ                     | Роджър Федерер     | 1 – 6, 5 – 7                          |
| 12. | 12.09.2010 | Открито първенство на САЩ, Ню Йорк | Рафаел Надал       | 4 – 6, 7 – 5, 4 – 6, 2 – 6            |
| 13. | 07.11.2010 | Базел, Швейцария                   | Роджър Федерер     | 4 – 6, 6 – 3, 1 – 6                   |
| 14. | 21.08.2011 | Синсинати, САЩ                     | Анди Мъри          | 4 – 6, 0 – 3 (отк.)                   |
| 15. | 22.04.2012 | Монте Карло, Монако                | Рафаел Надал       | 3 – 6, 1 – 6                          |
| 16. | 20.05.2012 | Рим, Италия                        | Рафаел Надал       | 5 – 7, 3 – 6                          |
| 17. | 11.06.2012 | Ролан Гарос                        | Рафаел Надал       | 4 – 6, 3 – 6, 6 – 2, 5 – 7            |
| 18. | 19.08.2012 | Синсинати, САЩ                     | Роджър Федерер     | 0 – 6, 6 – 7(7)                       |
| 19. | 10.09.2012 | Открито първенство на САЩ, Ню Йорк | Анди Мъри          | 6 – 7(10), 5 – 7, 6 – 2, 6 – 3, 2 – 6 |
| 20. | 07.07.2013 | Уимбълдън, Лондон, Англия          | Анди Мъри          | 4 – 6, 5 – 7, 4 – 6                   |
| 21. | 10.09.2013 | Открито първенство на САЩ, Ню Йорк | Рафаел Надал       | 2 – 6, 6 – 3, 4 – 6, 1 – 6            |
| 22. | 08.06.2014 | Ролан Гарос                        | Рафаел Надал       | 6 – 4, 5 – 7, 2 – 6, 4 – 6            |

### Титли на двойки (1)
| №  | Дата       | Турнир                        | Партньор      | Противник                               | Резултат        |
| 1. | 15.08.2004 | Чачак, Сърбия и Черна Гора F5 | Деян Петрович | Флавио Чипола Алберто Сориано-Малдонадо | 7 – 6(4), 6 – 2 |

### Загубени финали на двойки (1)
| №  | Дата          | Турнир              | Партньор      | Противник            | Резултат              |
| 1. | 7 януари 2007 | Аделаида, Австралия | Радек Щепанек | Уесли Мууди Тод Пери | 4 – 6, 6 – 3, 13 – 15 |

### Загубени отборни финали
| №  | Дата          | Турнир                      | Съотборници    | Противник               | Резултат |
| 1. | 4 януари 2008 | Хопман Къп, Пърт, Австралия | Йелена Янкович | Марди Фиш Серина Уилямс | 1 – 2    |

## Личен живот
Новак Джокович се среща с бъдещата си съпруга Йелена Ристич в гимназията, сериозните им отношения започват през 2005 година. Двамата се сгодяват през септември 2013 г., а на 12 юли 2014 г. сключват брак. На 24 април 2014 г. Джокович обявява, че той и Ристич очакват първото си дете. Синът им Стефан се ражда на 21 октомври 2014 г. в Ница, Франция. Дъщеря им Тара се ражда на 3 септември 2017 година. Джокович смята себе си за фен на езиците и говори шест: родния си сръбски, английски, немски, италиански, словашки и френски. Новак е православен християнин. На 28 април 2011 г. сръбският патриарх Ириней го награждава с орден „Свети Сава“ – I степен, което е най-високото отличие на Сръбската православна църква, за помощта, която е оказал на сръбския народ, църквите и манастирите на СПЦ в Косово и Метохия. На 13 февруари 2012 г. той е удостоен с най-високото отличие на Сърбия – „Орденът на звездата на Караджорджевич“ – I степен. Голям фен е на сръбския футболен клуб Цървена звезда и португалския Бенфика. Новак Джокович също е фен на италианския Милан. Бащата на Новак е фен на Милан и предава любовта си към този клуб на сина си. Джокович е приятел с други сръбски тенисисти като Янко Типсаревич и Виктор Троицки, както и с тенисистката Ана Иванович, която познава от детството и младостта.

### Спонсори
След като става професионалист през 2003 г., Джокович подписва споразумение с Adidas за доставка на дрехи и обувки. През 2009 г. Adidas решава да прекрати партньорството с Джокович в полза на нова сделка с Анди Мъри. След това Джокович подписва 10-годишен договор с нов спонсор – Серджо Тачини. Тъй като Серджо Тачини не произвеждат обувки, сърбинът продължава да използва обувки Adidas.
През 2011 г., когато Джокович показва най-добрите резултати в кариерата си, Серджо Тачини не успява да платят договорената сума, въпреки че продажбите на техните продукти се увеличават няколко пъти. На 23 май 2012 г. Джокович подписва петгодишен договор с нов спонсор – Uniqlo. Първата поява в облеклото им се състои на 27 май на Ролан Гарос.
През август 2011 г. Джокович става посланик на производителя на швейцарски часовници Audemars Piguet. Месец по-късно той подписва споразумение с германския автомобилен холдинг Mercedes-Benz. През януари 2014 г. е съобщено, че е подписал световно споразумение за партньорство с Пежо, чието рекламно лице става именно Новак Джокович.

### Бизнес проекти
През 2005 г., когато Джокович започва да скача в ранглистата, семейството му основава компания в Сърбия, наречена Family Sport. Регистрирано като дружество с ограничена отговорност, основно се фокусира върху ресторантьорството. Сега компанията се управлява от бащата на Новак – Сърджан и чичо му – Горан, които разширяват дейността си, за да включат недвижими имоти и организиране на спортни и развлекателни събития.
Компанията отваря верига кафенета, наречена Novak Café. Един от тях се намира в община Белград – Нови Белград (градска община).
През 2008 г. компанията се договаря с местните власти на град Крагуевац да закупи 4 хектара земя в градския парк, като се планира да бъде превърната в тенис център с 14 игрища. Но през 2010 г. идеята вече не е на дневен ред.
През 2009 г. Family Sport придобива правата за Холандското открито първенство по тенис и го премества в Сърбия, след което променя името на Serbia Open. С подкрепата на властите в Белград първото издание на турнира се провежда през май 2009 г. на кортовете на комплекса Milan Gale Muškatirović в Белград (район Доркол). От 2013 г. турнирът Serbia Open не се провежда.
В понеделник – 4 юли 2011 г., деня след победата на Джокович на Уимбълдън, Family Sport е домакин на тържество за спортиста пред сградата на парламента, на което присъстват повече от 80 000 души.

### ATP Cup 2020 и поздрав към България
Сърбите печелят първото издание на ATP Cup, след като правят обрат и побеждават Испания на финала с 2:1.
В решителния мач при двойките Новак Джокович и Виктор Троицки се налагат над Пабло Кареньо Буста и Фелисиано Лопес с 6:3, 6:4. В мача между световните номер 1 и 2 в ранглистата Ноле печели с 6:2, 7:6 (7:4) срещу Рафаел Надал и изравнява общия резултат. Преди това Роберто Баутиста Агут побеждава със 7:5, 6:1 сърбина Душан Лайович. В съблекалнята сърбите започват празненствата. Новак Джокович пуска деветминутно видео на живо в своя Instagram профил, където след шестата минута започва „Луда по тебе“ на Камелия, кавър на песента Astatos на гръцкия певец Пасхалис Терзис, сръбските национали започват екзалтирано да пеят и да се заливат с шампанско. Джокович развълнуван се провиква: „Айде, всички българи“, „Всички, всички, българи, идемо“, от съблекалнята се чува: „България, България“, по-късно Новак казва: „Поздрав за нашите български братя“. Душан Лайович показва екипа си, който е в бяло, зелено и червено, цветовете на българския трибагреник. По този повод, българската певица Камелия пише в социалните мрежи на сръбски: Srečna pobeda, momci!, в превод: „Честита победа, момчета!“.

### Adria Tour, парти в Белград и заразяване с коронавирус
След края на първата част от демонстративния турнир Adria Tour, който се провежда в Белград (13 – 14 юни), Новак Джокович (организатор на състезанието), Доминик Тийм и Александър Зверев присъстват на парти в популярно нощно заведение в сръбската столица.
Кадрите взривяват интернет пространството, гвоздеят в програмната е антифашисткия хит „Бела Чао“.
На партито присъстват още дъщерята на сръбската певица Цеца Величкович – Анастасия и сръбският актьор Милош Бикович. Вижда се, че масово не се спазва социална дистанция.
Първата част на турнира Adria Tour е спечелена от Доминик Тийм, който на финала побеждава Филип Краинович. На 23 юни 2020 г., Джокович съобщава, че той и съпругата му са с потвърдени положителни тестове за COVID-19. Новак е критикуван за провеждането на събитието, заради липсата на социално дистанциране и други предпазни мерки, предприети срещу COVID-19, въпреки че те са организирани в съответствие с мерките, издадени от правителствата. Последният мач от турнира в Задар, Хърватия е отменен, след като няколко играчи, сред които Григор Димитров, Борна Чорич и Виктор Троицки, както и техните съпруги и треньори потвърждават че са с положителни тестове за вируса. Джокович заявява, че „дълбоко съжалява“, признавайки, че той и организаторите „са сгрешили“ да продължат събитието и че вярват, че турнирът отговаря на всички здравни протоколи. Той също така заявява, че много от критиките са злонамерени, добавяйки: „Това очевидно е нещо повече от критика, това е като целенасочена програма и лов на вещици“.